# Arroios (Lisabona)
Arroios este o freguesia portugheză a prefecturii Lisabona, situată în zona centrală a capitalei. Arroios are o suprafață de 2,13 km2 și avea o populație de 31.653 locuitori în anul 2011, cu o densitate de 14.860,6 locuitori / km².
Freguesia Arroios a fost creată odată cu reorganizarea administrativă a Lisabonei din 2012, care a intrat în vigoare după alegerile locale din 2013. Arroios este rezultatul unirii fostelor freguesias São Jorge de Arroios și Pena, a celei mai mari părți a teritoriului fostei freguesia Anjos, precum și a unei mici porțiuni a teritoriului care aparținea anterior freguesiei dispărute São José, conform tabelului de mai jos:
| Freguesia actuală | Freguesia actuală | Freguesia actuală | Freguesia actuală | Freguesias anterioare | Freguesias anterioare | Freguesias anterioare | Freguesias anterioare |
| Stemă             | Freguesia         | Populație         | Suprafață (km²)   | Stemă                 | Freguesia             | Populație (2011)      | Suprafață (km²)       |
| ----------------- | ----------------- | ----------------- | ----------------- | --------------------- | --------------------- | --------------------- | --------------------- |
|                   | Arroios           | 31.653            | 2,13              |                       | Anjos                 | 9.361                 | 0,49                  |
|                   | Arroios           | 31.653            | 2,13              | Pena                  | 4.486                 | 0,50                  |                       |
|                   | Arroios           | 31.653            | 2,13              | São Jorge de Arroios  | 18.415                | 1,16                  |                       |

## Sediile consiliului freguesiei
Sediul central – Largo do Intendente Pina Manique nr. 27

Sediul Saldanha: strada Rua Engenheiro Vieira da Silva – Mercado 31 de Janeiro

Sediul Anjos: strada Rua Maria da Fonte – Mercado Forno do Tijolo

Sediul Pena: strada Rua do Saco nr. 1

Sediul São Jorge de Arroios: strada Rua Passos Manuel nr. 3-A

## Clădiri și monumente de patrimoniu

Freguesias existente înainte de înființarea, în 2012, a freguesiei Arroios.

- Cea mai îngustă casă din Portugalia, aflată în prezent în ruină
- Fântâna Neptun din piața Largo de Dona Estefânia, situată anterior în Piața Chile
- Cinematograful Império
- Cruzeiro de Arroios[7]
- Clădire pe bulevardul Avenida Almirante Reis, nr. 1 și 1C
- Clădire pe bulevardul Avenida Almirante Reis, nr. 2 și 2K (arhitect: Arnaldo R. Adães Bermudes. Premiul Valmor.)
- Clădire pe bulevardul Avenida Almirante Reis, nr. 74B
- Clădire în piața Praça Duque de Saldanha, nr. 12
- Gimnaziul Camões, fostul Liceu Camões
- Fabrica de Ceramică a Văduvei Lamego[8]
- Spitalul Dona Estefânia
- Biserica parohiei Fecioara Maria, Regina îngerilor
- Clădire pe Bulevardul Fontes Pereira de Melo, inclusiv zona fostei grădini, anexa rezidențială și garajul, actualul sediu al Metroului din Lisabona
- Palatul Estefânia, actuala Școală Superioară de Medicină Tradițională Chinezească
- Palatul Sotto Mayor, anexele și terasa[9][10]